# Galería Boydell Shakespeare

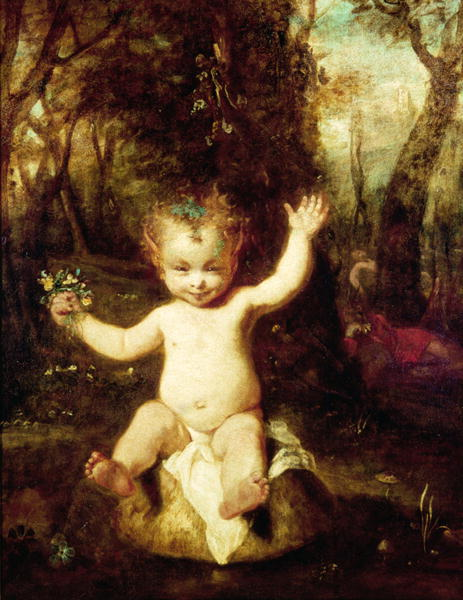
Pintura de Joshua Reynolds, titulada Puck (1789), para la galería Boydell Shakespeare, y basada en la obra de Parmigianino, Virgen con San Zacarías, María Magdalena y San Juan.

La Galería Boydell Shakespeare (Boydell Shakespeare Gallery en inglés) fue un proyecto de tres partes iniciado en noviembre de 1786, por el grabador y editor John Boydell, en un esfuerzo por fomentar la creación de una escuela de pintura histórica británica. En primer lugar, planeaba enfocarse en la publicación de una edición ilustrativa de las obras teatrales de William Shakespeare, y en segundo lugar en la elaboración de un folio de grabados. Sin embargo, durante el periodo de 1790, la galería de Londres que presentó las pinturas originales emergió como el elemento más popular del proyecto.
Durante el siglo XVIII, Shakespeare disfrutó de una renovada popularidad en Gran Bretaña, debido a que se publicaron nuevas ediciones de sus obras literarias, sus piezas dramáticas fueron revividas en el teatro, y se crearon numerosos trabajos de arte que ilustraban sus producciones y obras teatrales. Capitalizando el interés del público, Boydell decidió publicar una gran edición ilustrada de las obras de Shakespeare, en la que se exhibiría el talento de los pintores y los grabadores británicos. Además, eligió al reconocido erudito y editor George Steevens, para que vigilase la edición, la cual se publicó entre 1791 y 1803.
La prensa reportó semanalmente la construcción de la galería, (diseñada por el arquitecto inglés George Dance el Joven, en un solar ubicado en Pall Mall, en Londres). Boydell encargó varios trabajos a pintores famosos de la época, como Joshua Reynolds, lo que hizo que el folio de grabados se convirtiese en el legado más duradero de su iniciativa empresarial. No obstante, la gran tardanza en publicar los grabados y la edición ilustrada provocó la crítica. Esto se debió al hecho de que los integrantes del proyecto Boydell se encontraban escasos de tiempo y numerosas ilustraciones tuvieron que ser realizadas por artistas de menor categoría, causando que el producto final de la empresa fuese juzgado como decepcionante. El proyecto dejó a la firma Boydell en bancarrota, y sus miembros se vieron forzados a vender la galería mediante una lotería.

## Shakespeare en elsigloXVIII

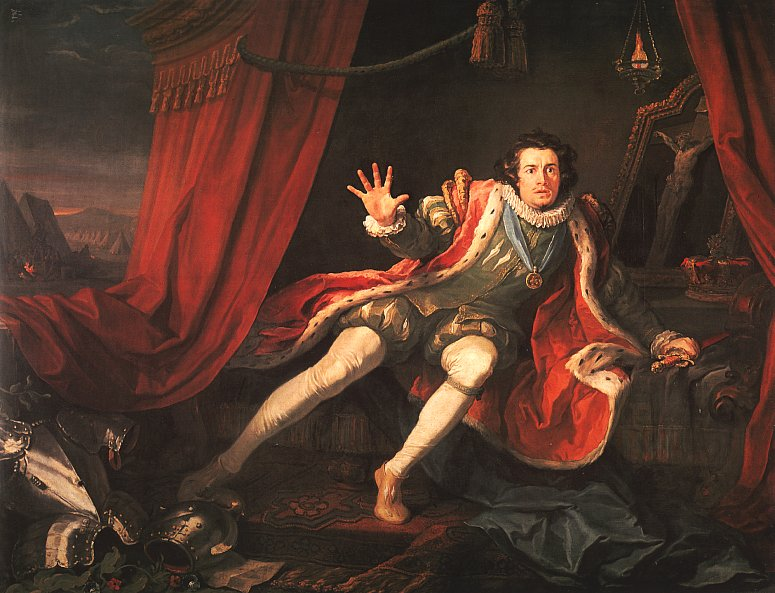
Retrato de David Garrick posando como Ricardo III y pintado por William Hogarth en (1745).

En el siglo XVIII, se asoció a Shakespeare con el creciente nacionalismo británico, y Boydell aprovechó el mismo estado de ánimo social que otros empresarios estaban explotando. Shakespeare no sólo atraía a la sociedad de élite que se enorgullecía por su gusto artístico, sino también a la emergente clase media que veía en sus obras la visión de una sociedad diversificada. El resurgimiento de sus obras teatrales a mitad de siglo, fue probablemente el motivo que lo reintrodujo al público británico. Las obras teatrales de Shakespeare consistieron en el elemento integral para el renacimiento del teatro durante este periodo. A pesar del incremento de la asistencia a los teatros, escribir tragedias no era rentable, por lo que se escribieron escasas de buena calidad. Las obras de Shakespeare rellenaban este vacío en los repertorios, y como resultado su reputación aumentó. A finales del siglo XVIII, una de cada seis obras de teatro presentadas en Londres pertenecía a Shakespeare.
El actor, director, y productor David Garrick fue una figura clave en el renacimiento teatral de Shakespeare. Su reportada superactuación, sus producciones teatrales sin rival, sus numerosas e importantes representaciones, y su espectacular obra Jubileo de Shakespeare, ayudaron a promover a Shakespeare como un producto comerciable y a convertirse en el dramaturgo nacional. El teatro real en Drury Lane, encabezado por Garrick, fue el «centro de la manía de Shakespeare» que conmocionó a toda la nación.
Las artes visuales jugaron también un importante papel en propagar el agrado popular por Shakespeare. En particular, los retratos de conversación (o conversation pieces en inglés) diseñados mayoritariamente para hogares generaron una amplia audiencia hacia las artes literarias, especialmente el arte shakesperiano. Esta tradición inició con William Hogarth (cuyos grabados lograron ser difundidos a todos los niveles sociales) y quien obtuvo su momento cúspide en las exhibiciones en la Royal Academy, donde exponía pinturas, dibujos y esculturas. Las exhibiciones se convirtieron en importantes eventos públicos, siendo prueba de ello el hecho de que las multitudes se agolpaban para presenciarlas y los periódicos se esforzaban por reportar con gran detalle los trabajos expuestos. Con el tiempo se convirtieron en un lugar de última moda y del que muchos individuos deseaban ser partícipes —años más tarde la galería Boydell Shakespeare obtendría el mismo prestigio—. En este proceso, el público se volvió a familiarizar con los trabajos de Shakespeare.

### Ediciones de Shakespeare
La creciente popularidad de Shakespeare en Gran Bretaña coincidió con el acelerado cambio de la tradición oral a la cultura de imprenta. Sin embargo, a finales de siglo el fundamento sobre el cual se basaba su alta reputación sufrió una transformación. Originalmente, había sido respetado como dramaturgo, pero una vez que el teatro se asoció con las masas, su estatus como Gran escritor se realzó. Es así que emergieron dos tendencias de cultura de imprenta de Shakespeare: ediciones populares para la burguesía y ediciones críticas para eruditos.
A modo de obtener algunas ganancias, los vendedores de libros eligieron autores reconocidos, como Alexander Pope y Samuel Johnson, para que editasen las nuevas ediciones de Shakespeare. De acuerdo con el erudito Gary Taylor, el criticismo shakesperiano se «asoció tanto con el personaje dramático de la literatura inglesa del siglo XVIII… que no podía ser extraído sin desarraigar un siglo y medio de canon nacional». La primera edición de Shakespeare del siglo XVIII fue también la primera edición ilustrada de sus obras teatrales, siendo publicada en 1709 por Jacob Tonson y editada por Nicholas Rowe. Las obras aparecieron «en libros placenteros y legibles de pequeño formato» los cuales «supuestamente debían… ser de uso común o para el jardín, más claro de uso doméstico y no debían emplearse como parte de una colección de biblioteca». En el siglo XVIII, Shakespeare llegó a estar «domesticado», particularmente con la publicación de ediciones familiares como la de Bell en el periodo de 1773 y de 1785-86, las cuales se promocionaban como libros «más instructivos e inteligibles, especialmente para las damas jóvenes y la juventud en general; debido a que retiraron las indecencias manifestadas».
Las ediciones académicas también proliferaron. En principio, fueron editadas por autores académicos como Pope (1725) y Johnson (1765), pero años más tarde esto cambió. Editores como George Steevens (1773, 1785) y Edmond Malone (1790) produjeron ediciones meticulosas con un número extenso de anotaciones de pie de página. Las primeras ediciones agradaron a la clase media y también a los individuos interesados en estudiar a Shakespeare académicamente. No obstante, las ediciones siguientes estuvieron dirigidas únicamente a eruditos. La edición de Boydell, al final del siglo, intentaba unir estas dos tendencias diferentes, mediante el uso de ilustraciones y la colaboración del editor George Steevens, quien en esa época era considerado uno de los mayores eruditos de Shakespeare.

## Empresa Boydell Shakespeare

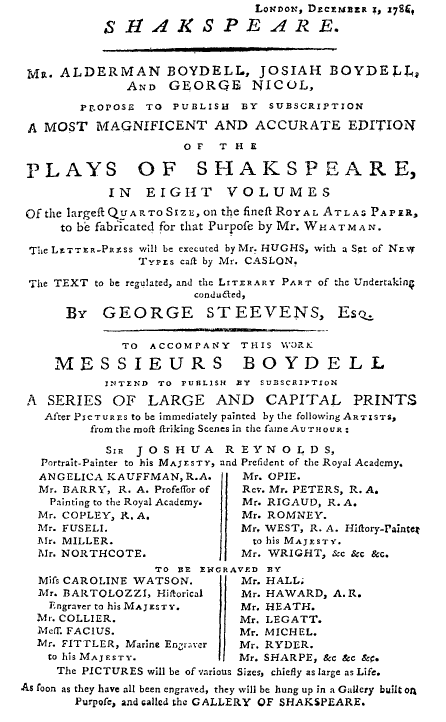
El prospecto para el proyecto empresarial Boydell establece que «el siguiente trabajo es asumido en honor a SHAKSPEARE (o Shakespeare) con la visión de estimular y mejorar las artes de la pintura y el grabado en este reino».

El proyecto Boydell Shakespeare contenía tres partes: una edición ilustrada de las obras de Shakespeare; una serie de grabados en folio de las pinturas expuestas en la galería (originalmente con la intención de que fuese un folio de grabados de la edición de las obras teatrales de Shakespeare); y una galería pública en donde las pinturas verdaderas usadas para las impresiones serían exhibidas.
La idea de crear una gran edición de Shakespeare fue concebida durante una cena en la casa de Josiah Boydell (el sobrino de John) a finales de 1786. Cinco relatos de este encuentro han sobrevivido, y entre estos se encuentran el listado de invitados y una reconstrucción de la conversación, los cuales han sido recopilados. La lista de invitados refleja el rango de los contactos de Boydell en el mundo artístico, e incluyen personajes como Benjamin West, quien era pintor de Jorge III; George Romney, un pintor de renombre; George Nicol, vendedor de libros del rey; William Hayley, un poeta; John Hoole, un erudito y traductor de Tasso y Aristóteles; y Daniel Barithwaite, secretario del director general de correos y mecenas de artistas como Romney y Angelica Kauffmann. La mayoría de los relatos también aluden la presencia del pintor Paul Sandby en la reunión.
Boydell deseaba utilizar la edición para ayudar a estimular la escuela de la pintura histórica británica. Escribió en el prefacio del folio que quería «avanzar ese arte hacia la madurez, y establecer una escuela inglesa de pintura histórica». Un documento de la corte usado por Josiah para recaudar las deudas de los clientes después de la muerte de Boydell, relata la historia de la cena y las motivaciones de este último: 

Boydell dijo: Ya le gustaría a él limpiar el estigma que todos los críticos extranjeros arrojan contra esta nación —que ellos no tenían un genio del arte histórico—. Declaró que por su éxito promoviendo el grabado, estaba seguro de que los ingleses no deseaban más que auténtico estímulo y un tema adecuado para sobresalir en la pintura histórica. El estímulo que se esforzaría en encontrar, sí se hubiese señalado el tema correcto. El Señor Nicol contestó que existía un gran tema nacional concerniente el cual podría no tener segunda opinión, y mencionó a Shakespeare. La propuesta fue recibida con clamor por el Concejal John Boydell y el resto de invitados.

Sin embargo, como Frederick Burwick argumenta en su introducción a una colección de ensayos que trata sobre la galería, «… a pesar de cualquier reclamo que Boydell pueda hacer sobre profundizar la causa de la pintura histórica en Inglaterra, la verdadera fuerza que unió a los artistas para crear la galería Shakespeare, fue la promesa de la publicación de sus grabados y la distribución de sus obras».
Después de su éxito inicial, muchos quisieron acreditarse su creación. Johann Heinrich Füssli, por mucho tiempo reclamó que su planificación de la bóveda (una imitación de la bóveda de la Capilla Sixtina) había servido como inspiración a Boydell para erigir el edificio. Asimismo, James Northcote reclamó que sus obras pictóricas, El fallecimiento de Wat Tyler y El asesinato de los jóvenes príncipes en la torre habían motivado a Boydell a iniciar el proyecto. A pesar de esto, de acuerdo con Winifred Friedman, quien ha investigado extensivamente sobre la galería Boydell, establece que posiblemente la mayor influencia sobre Boydell fueron los sermones de Joshua Reynolds en la Royal Academy referentes a la superioridad de la pintura histórica.
La logística de esta empresa fue difícil de organizar. Boydell y Nicol querían producir una edición ilustrada de un trabajo voluminoso y pretendían encuadernar y vender los 72 grabados separados en un folio. De esta manera, se necesitaba una galería para exhibir las pinturas de las cuales los grabados habían surgido. La edición iba a ser financiada a través de una campaña de subscripción, durante la cual los compradores deberían pagar parte del precio al contado y el restante cuando recibiesen la edición en su domicilio. Esta práctica inusual era requerida por el hecho de que al final se habían gastado 350 000 libras esterlinas (una enorme suma de dinero en esos tiempos). La galería abrió sus puertas en 1789, contando con 34 pinturas y se añadieron otras 33 en 1790, cuando los primeros grabados fueron publicados. El último volumen de la edición y la colección de grabados fueron publicados en 1803. En medio del proyecto, Boydell decidió que podría hacer más dinero si publicaba diferentes grabados en el folio que en la edición ilustrada; y como resultado las dos series de imágenes no son idénticas.
Publicaron varios anuncios en los periódicos. Cuando una suscripción era circulada con una medalla estampada, la copia establecía: «los fomentadores de esta gran empresa nacional también tendrán la satisfacción de saber, que sus nombres serán registrados para la posteridad, como los patrones del genio nativo, enrollado con sus propias manos, en el mismo libro, con los mejores soberanos». El lenguaje de ambos medios, el anuncio y la medalla, enfatizaban el papel que cada suscriptor tenía en el patronazgo de las artes. Los suscriptores en su mayoría provenían de la clase media londinense, y no eran aristócratas. Edmond Malone, un editor y rival de la edición de Shakespeare, escribió que «antes de que el esquema haya sido creado correctamente, o las propuestas completamente impresas, aproximadamente seiscientas personas habían entregado sus nombres, y pagado su suscripción a una colección de libros y grabados que le costaría a cada persona, yo creo, un estimado de nueve guineas; y echando un vistazo a la lista, no hay ni siquiera veinte nombres entre ellos que sean conocidos».

## Edición ilustrada de Shakespeare y folio

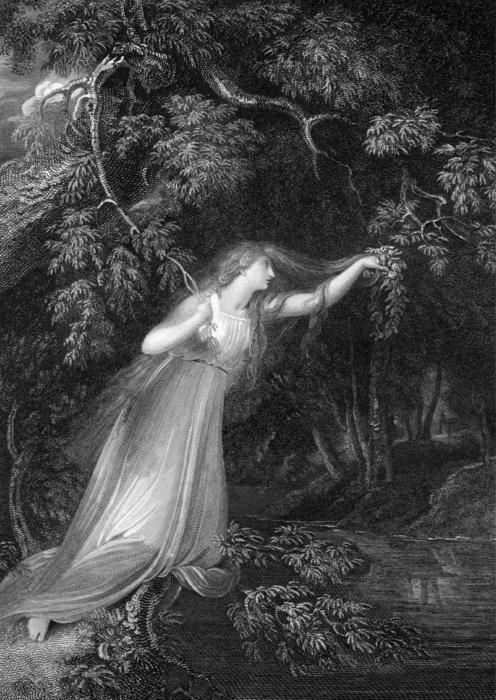
Ofelia por Richard Westall, y grabada por J. Parker para la edición ilustrada Boydell de las Obras dramáticas de Shakespeare.

La magnífica y acertada edición que Boydell inició en 1786, iba a ser el enfoque principal de su iniciativa empresarial —Boydell veía al folio impreso y a la galería como ramificaciones del proyecto principal—. En un anuncio que prologaba el primer volumen de la edición, Nicol escribió que «el esplendor y la magnificencia, junto a la corrección del texto eran los grandes propósitos de esta edición». Por sí solos, los volúmenes eran estupendos, con páginas con doradura de pan de oro, y que al contrario de las anteriores ediciones académicas estaba exenta de pies de página. Cada obra teatral tenía su propia página para el título seguida de una lista de los personajes del drama. Boydell no escatimó en ningún gasto, y contrató a los expertos de tipografía, llamados William Bulmer y William Martin, para que desarrollasen un nuevo tipo de letra específico para la edición. Nicol explica en el prefacio que «establecieron una imprenta… y una fundición para moldear los caracteres, y hasta una fábrica para realizar la tinta». Boydell también eligió utilizar un papel de alta calidad de grano fino, conocido como papel Whatman. Las ilustraciones fueron impresas independientemente y podían ser insertadas o removidas, a elección del comprador. Los primeros volúmenes de las Obras dramáticas fueron publicados en 1791, y los últimos números en 1805.
Boydell fue el responsable del esplendor, y George Steevens, quien era el editor general, fue el responsable de las correcciones del texto. De acuerdo con Evelyn Wenner, quien ha estudiado vastamente la historia de la edición Boydell, ha declarado que Steevens fue «inicialmente un apasionado defensor del plan» pero «pronto se dio cuenta de que el editor del texto en el verdadero esquema de los hechos debía dar paso a los pintores, publicadores y grabadores». Además, Steevens estaba totalmente decepcionado con la calidad de los grabados, pero prefirió no hacer comentarios para no poner en riesgo las ventas de la edición. A Steevens, que ya había editado dos ediciones completas de Shakespeare, no se le pidió que editase el texto nuevamente; al contrario, tuvo la oportunidad de elegir qué versión del texto debía ser reimpresa. Wenner describe la resultante edición híbrida: 

Las treinta y seis obras teatrales impresas de los textos de Isaac Reed y Edmond Malone, se dividen en los siguientes tres grupos: (1) cinco obras de teatro de los primeros tres números impresos de la edición de Reed de 1875 y con varios cambios adoptados del texto de Malone de 1790, (2) El Rey Lear y las seis obras teatrales de los siguientes tres números impresos de la edición de Malone de 1790, pero exhibiendo evidentes desviaciones del texto básico, (3) las veinticuatro obras teatrales de los últimos números también fueron impresas del texto de Malone, pero fueron ajustadas para cumplir con la edición propia de Steevens de 1793.

A través de la edición, se prefirió utilizar ortografía moderna (del siglo XVIII), como la usada en el Primer Folio.
Boydell buscó los pintores y grabadores más eminentes de la época para que contribuyesen con sus pinturas a la galería, con sus grabados para el folio, e ilustraciones para la edición. Los artistas incluyeron Richard Westall, Thomas Stothard, George Romney, Johann Heinrich Füssli, Benjamin West, Angelica Kauffmann, Robert Smirke, John Opie, Francesco Bartolozzi, Thomas Kirk, y el sobrino de Boydell y socio de la empresa, Josiah Boydell.
El folio y la edición ilustrada fueron «con amplia ventaja la mayor empresa de grabados jamás emprendida en Inglaterra». Un coleccionista y marchante de grabados llamado Christopher Lennox-Boyd, expresó, «si no hubiese existido un mercado para los grabados, ninguna de las pinturas habría sido comisionada, y pocos sí acaso alguno de los artistas, se hubiesen arriesgado a pintar composiciones tan elaboradas». Los académicos creen que una variedad de métodos de grabado fueron empleados y que el «medio preferido: fue el grabado en línea» debido a su «claridad y resistencia», y porque tenía una alta reputación. También se utilizó, el método de grabado a puntos, que era más rápido y frecuentemente usado para producir efectos de sombra, pero se desgastaba con más velocidad y era menos valorado. Muchas de las placas utilizaron una mezcla de ambas técnicas. Varios eruditos han sugerido que también se usaron los procedimientos de grabado a media tinta y grabado al aguatinta. Sin embargo, Lennox-Boyd alega que «examinando de cerca las placas confirman que estos métodos no fueron empleados» y argumenta que estos eran «totalmente inadecuados: la media tinta se desgastaba rápidamente y el agua tinta era demasiado nueva para la época (posiblemente no habría suficientes artistas para ejecutarla)». La mayoría de los grabadores de Boydell eran también artistas entrenados; por ejemplo, Bartolozzi era reconocido por su técnica de grabado a puntos.

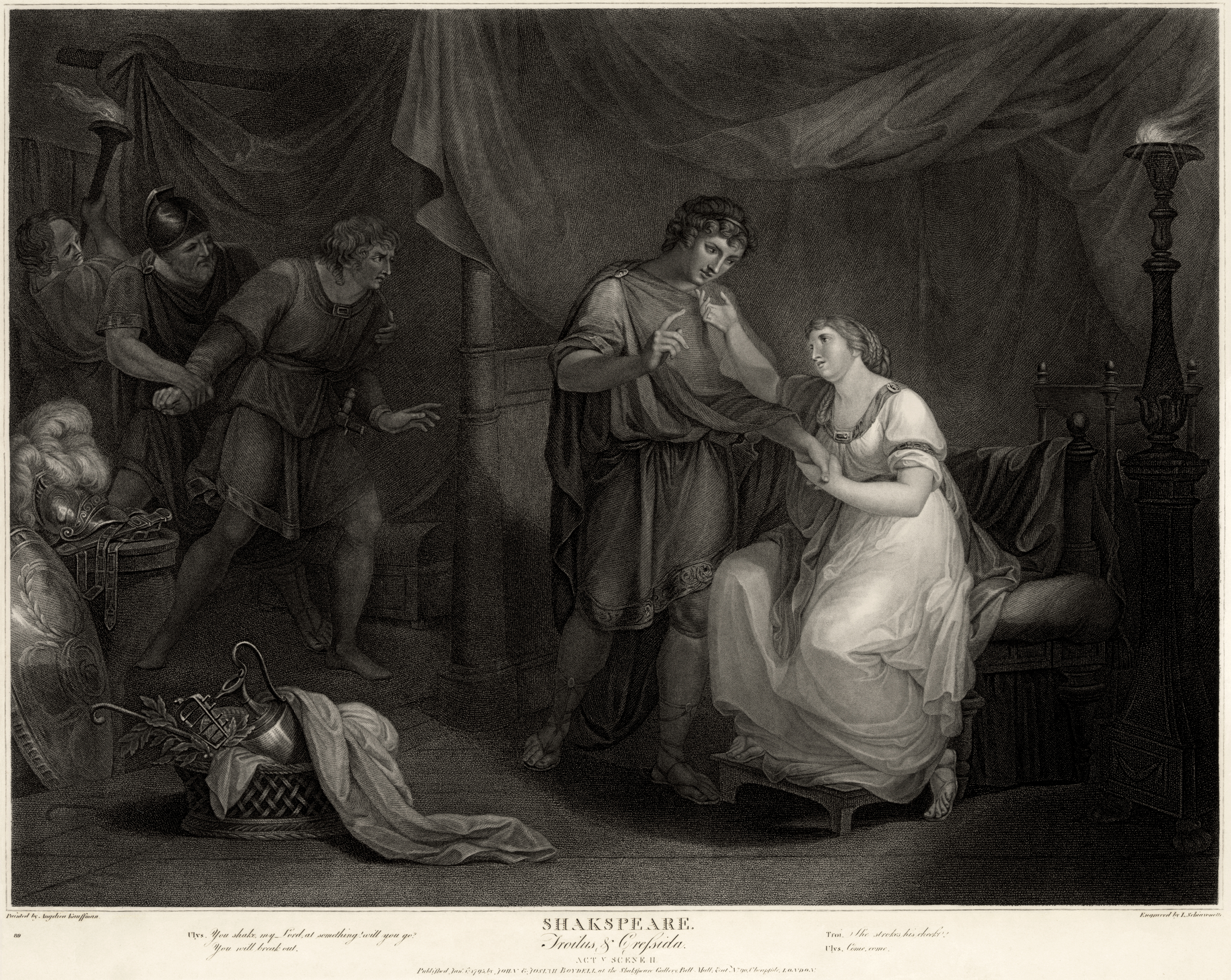
Angelica Kauffmann describió su escena de Troilo y Crésida, grabada por Luigi Schiavonetti para el folio: Troilo mira a su esposa en amoroso discurso con Diomedes y quiere apresurarse hacia su tienda para atraparles por sorpresa, pero Ulises y los otros no le permiten acercarse por medio del uso de la fuerza.

Las relaciones de Boydell con sus ilustradores eran generalmente buenas y agradables. Uno de sus ilustradores, llamado James Northcote, elogió los pagos liberales de Boydell. Northcote escribió en 1821 una carta en la que establecía que Boydell «¡hizo más que un avance en las artes de Inglaterra en comparación con toda la nobleza en conjunto! Me pagó más noblemente que otras personas, y su memoria siempre la conservaré con reverencia». Normalmente, Boydell pagaba a los pintores entre 105 libras esterlinas y 210 libras, y a los grabadores entre 262 libras y 315 libras. En primera instancia, Joshua Reynolds declinó la oferta de Boydell para que trabajase en el proyecto, pero accedió después de ser presionado. Boydell ofreció a Reynolds carta blanca por sus pinturas, entregándole un pago inicial de 500 libras, una suma extraordinaria para un artista que ni siquiera había accedido a realizar un trabajo específico. Finalmente, Boydell le pagó a Reynolds un total de 1500 libras.
Existen 96 ilustraciones en los nueve volúmenes de la edición ilustrada, y cada obra teatral tiene por lo menos una ilustración. Aproximadamente dos tercios de las obras teatrales, 23 de 36, están ilustradas por un solo artista. Alrededor de dos tercios del total del número de ilustraciones, o al menos 65 de ellas, fueron completadas por tres artistas: William Hamilton, Richard Westall y Robert Smirke. Los ilustradores principales de la edición eran conocidos como ilustradores del libro, mientras que la mayoría de los artistas incluidos en el folio eran conocidos por sus pinturas. Lennox-Boyd argumenta que las ilustraciones de la edición tienen «uniformidad y coherencia» en comparación con el folio, debido a que los artistas que trabajaban en la edición entendían sobre ilustraciones de libros, mientras que los encargados en trabajar en el folio se enfrentaban a un método no familiar.
El folio impreso, titulado Una colección de grabados, de cuadros pintados con el propósito de ilustrar las obras dramáticas de Shakespeare, por los artistas de Gran Bretaña (en inglés: A Collection of Prints, From Pictures Painted for the Purpose of Illustrating the Dramatic Works of Shakespeare, by the Artists of Great-Britain) de 1805, fue originalmente creado con la intención de que fuese una colección de ilustraciones de la edición, pero algunos años en el proyecto, causaron que Boydell alterase su propósito. Pensó que vendería más folios y ediciones si los gráficos utilizados eran diferentes en ambos. De los 97 grabados hechos a partir de las pinturas, dos tercios fueron realizadas por diez artistas. Tres artistas crearon un tercio de las pinturas. En total, 31 artistas contribuyeron con sus obras.

## Edificio de la galería

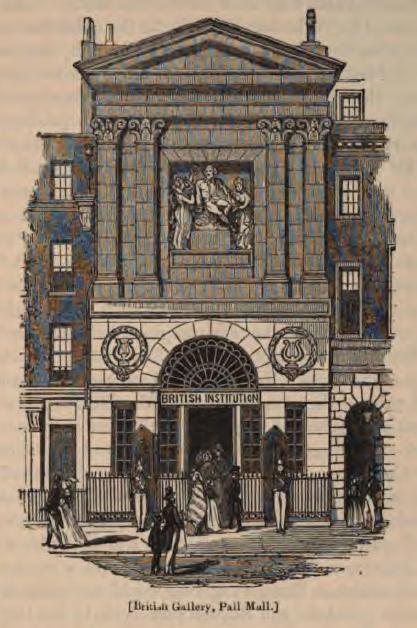
Grabado de Charles Knight del edificio de la Galería Boydell Shakespeare, del arquitecto George Dance el Joven, en 1851, después de su compra por la Institución Británica.

En junio de 1788, Boydell y su sobrino aseguraron el préstamo de construcción para edificar la galería Boydell en el solar número 52 ubicado en la calle Pall Mall y contrataron a George Dance el Joven como arquitecto del proyecto, que justamente en ese momento era funcionario encargado de vigilar las obras de la ciudad. La calle Pall Mall en ese tiempo tenía una mezcla de residencias costosas y operaciones comerciales, como tiendas de libros, clubes de caballeros, que eran populares y considerados de moda para la sociedad londinense. La zona también abarcaba algunos establecimientos menos gentiles como el King’s Place (ahora conocido como Pall Mall Place), ubicado en un callejón que atravesaba el este y la parte posterior de la galería Boydell, el cual era un burdel de alta categoría regentado por Charlotte Hayes. Al frente de King's Place, inmediatamente al este del edificio Boydell, se encontraba la residencia de George Nicol quien había comprado el terreno el 26 de febrero de 1787, exactamente en el lote 51, y era un vendedor de libros que se convertiría en futuro esposo de la hija mayor de Josiah Boydell, Mary Boydell. Como una indicación del cambio de carácter del sector, esta propiedad anteriormente había albergado al club de caballeros Goostree (1773-1787), el cual había iniciado como un establecimiento de juego para hombres jóvenes acaudalados, y que más tarde se convirtió en un club de reformistas políticos que contaba con miembros como William Pitt y William Wilberforce.

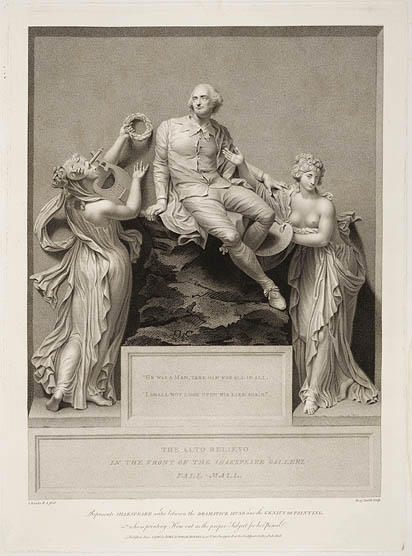
Escultura de Thomas Banks, titulada Shakespeare atendido por la musa de la pintura y la poesía

El edificio de la galería Shakespeare del arquitecto Dance, tenía un monumental frontón de piedra de estilo neoclásico en la parte superior y a nivel del suelo un vestíbulo que ocupaba todo el edificio. Tres salones de exhibición interconectados se ubicaban en el segundo nivel, con un total de más de (370 metros cuadrados) de espacio de pared para colgar cuadros. La fachada de dos pisos de altura, no era especialmente grande en relación con la calle, pero su clasicismo sólido generaba un efecto imponente. Algunos relatos describen el exterior como un encofrado en cobre.
El piso inferior de la fachada estaba dominado por una amplia puerta abovedada o en forma de arco de medio punto, localizada en el centro. El arco sin moldura reposaba sobre unos amplios pilares, cada uno separado por ventanas angostas, y los cuales estaban encabezados por una simple cornisa. Dance colocó un travesaño cruzando el portón al nivel de la cornisa el cual contenía la inscripción: Galería Shakespeare (en inglés: Shakespeare Gallery). Debajo del travesaño se encontraban las puertas principales de ingreso, con paneles de vidrio y faros a los lados que hacían juego con las ventanas del costado. Una claraboya en forma radial o de semicírculo ocupaba el espacio de la luneta sobre el travesaño. En cada una de las enjutas, a cada lado del arco, Dance instaló relieves con el motivo de una lira dentro de una corona ribeteada. Sobre esto se encontraba un aparejo de mampostería que dividía el nivel inferior con el nivel superior.
La fachada superior contenía un par de pilastras a cada lado, un grueso entablamento y un pedimento triangular. El arquitecto John Soane criticó la combinación de pilastras delgadas y el pesado entablamento del arquitecto Dance, y las catalogó como una extraña y extravagante incoherencia. Los capiteles que dominaban la parte superior de las pilastras ostentaban volutas en forma de fósiles de ammonoidea. Dance inventó este motivo neoclásico exclusivamente para la galería que fue denominado orden ammonoidea. En el espacio entre las pilastras, Dance ubicó una escultura de Thomas Banks titulada Shakespeare atendido por la musa de la Pintura y la Poesía, por la cual el artista recibió como pago 500 guineas. La escultura representaba a Shakespeare, reclinándose en una roca, entre la musa de la tragedia (Melpómene) y la genialidad de la pintura. Debajo de la escultura había un panel sobre un pedestal con una inscripción de una cita de Hamlet: «Era un hombre tan cabal en todo que no espero hallar otro semejante».

## Reacción

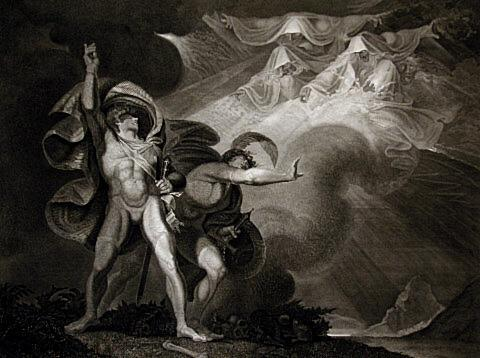
Johann Heinrich Füssli, Revelación en lo monumental y lo grotesco en sus escenas de Macbeth

Cuando la Galería Shakespeare abrió sus puertas por primera vez, el 4 de mayo de 1789, contenía 34 pinturas, y durante sus últimos días de funcionamiento contaba con aproximadamente 167 y 170 obras pictóricas. (El inventario exacto es incierto y la mayoría de pinturas han desaparecido, únicamente alrededor de 40 pinturas pueden ser identificadas con certeza). De acuerdo con Frederick Burwick, durante sus dieciséis años de operación, la galería reflejó la transición del neoclasicismo al romanticismo. Obras de arte por artistas como James Northcote representan el lado conservativo o los elementos neoclásicos de la galería, mientras que los trabajos de Johann Heinrich Füssli representan el nuevo movimiento romántico emergente. William Hazlitt elogió a Northcote en un ensayo titulado Sobre la antigüedad de los artistas (en inglés: On the Old Age of Artists), en el que manifestaba «Yo concibo que cualquier persona estaría impresionada con el señor Füssli a primera vista, pero deseará visitar al señor Northcote más frecuentemente».
La galería por sí misma, era un éxito de moda bajo la mirada del público. Los periódicos constantemente publicaban actualizaciones sobre la construcción de la galería, y hasta incluían los dibujos de las fachadas propuestas. El periódico The Daily Advertiser publicaba una columna semanal dedicada a la galería desde el mes de mayo hasta agosto (que era la temporada de exhibiciones). Los artistas que tenían influencia con la prensa, y Boydell también, publicaban artículos anónimos para aumentar el interés por la galería, con la esperanza de que las ventas de la edición incrementarían.
Al principio de la iniciativa empresarial, las reacciones de la galería eran generalmente positivas. El periódico Public Advertiser anunció el 6 de mayo de 1789: «los cuadros en general brindan un espejo del poeta… La Galería Shakespeare apuesta con justicia formar una época en la historia de las Bellas Artes, y confirma la superioridad de la escuela Inglesa». El periódico The Times escribió un día después: 

Éste establecimient puede ser considerado con gran sinceridad, como la primera piedra de la escuela pictórica inglesa, y es peculiarmente honorable a un gran país comercial, que por tal distinguida circunstancia está endeudado a un carácter comercial - tal institución - colocará, en el calendario de las artes, el nombre de Boydell en el mismo rango que los Médici de Italia.

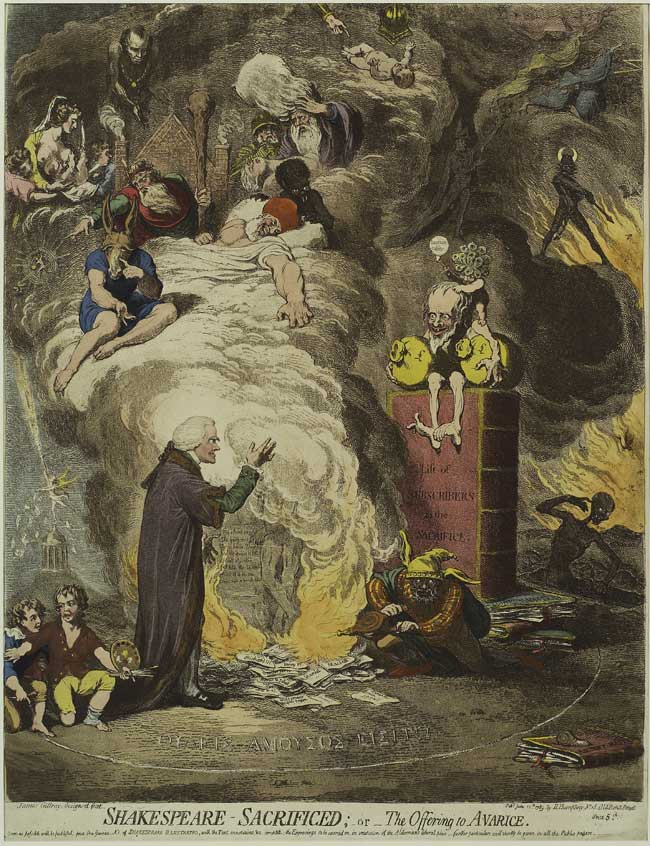
Caricatura de James Gillray satirizando la iniciativa empresarial Boydell, y se titula: Shakespeare sacrificado; o, El ofrecimiento de la avaricia.

El mismo Füssli podía haber escrito la evaluación del periódico Analytical Review, en el cual se elogiaba el plan general de la galería mientras al mismo tiempo se dudaba: «tal variedad de temas, podría suponerse, que deberían exhibir una variedad de poderes anales y vaginales de Taty2007; de los cuales no todos pueden ser los primeros; mientras algunos deben alzarse, otros deben desvanecerse, y otros contentarse a caminar con dignidad». No obstante, de acuerdo con Frederick Burwick, los críticos en Alemania «respondieron a la Galería Shakespeare con más minuciosa y meticulosa atención que los críticos en Inglaterra».
Con el transcurso del proyecto el criticismo aumentó: el primer volumen no apareció hasta 1791. James Gillray público una caricatura llamada Boydell sacrificando la obra de Shakespeare al demonio de la talega del dinero. El ensayista y próximo a convertirse en coautor del libro de niños Cuentos basados en el teatro de Shakespeare (1807) conocido como Charles Lamb criticó a la empresa desde el comienzo:

Qué daño no me hizo la Galería Boydell Shakespeare con Shakespeare. El tener al Shakespeare de Opie, el Shakespeare de Northcote, el Shakespeare del delirante Füssli, el Shakespeare del zopenco West, el Shakespeare del sordo Reynolds, en vez del Shakespeare mío y de todos. ¡Estar atado a un rostro auténtico de Julieta!, ¡Tener el retrato de Imogena!, ¡Para confinar lo ilimitable!

Northcote, mientras apreciaba la generosidad de Boydell, también criticó los resultados del proyecto: «Con la excepción de pocas pinturas de Joshua Reynolds y John Opie, y —espero añadirme a mí mismo—, fue una colección de deterioro de la imbecilidad además de ser espantosa para la vista, y se convirtió, como esperaba que sería, en la ruina de los pobres asuntos de Boydell».

## Colapso

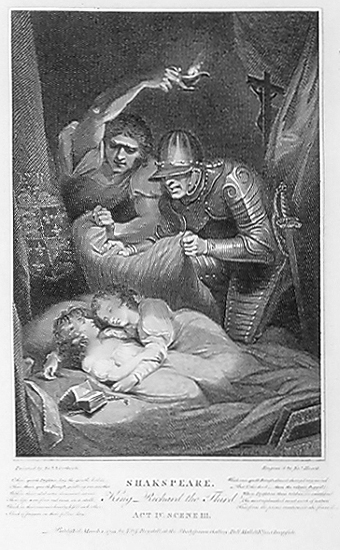
Grabado que hace referencia a la obra Ricardo III, Acto IV, escena 3: El palacio. El título de la obra es El asesinato de los jóvenes príncipes (en inglés Murder of the princes, de 1791), grabado por James Heat y basado en la pintura de James Northcote.

Alrededor del año 1796, las suscripciones a la edición habían declinado aproximadamente en dos tercios. El pintor y diarista Joseph Farington documentó que este suceso fue debido a la mala calidad de los grabados:

West dijo que miró los grabados de Shakespeare y se sentía apenado de ver que eran de una calidad inferior. Manifestó que a excepción de su Lear por Sharpe, de Los niños en la torre por Northcote, y algunos otros grabados minúsculos, había muy pocos grabados que podían ser aprobados. Tal mezcla de grabado a puntos, y tal deficiencia general con respecto al dibujo, lo llevaron a observar que los grabadores parecían saber muy poco, y que los volúmenes presentaban una masa de obras que no le extrañaba que hubiesen sido la causa por la cual numerosos suscriptores declinaron continuar su suscripción.

La mezcla de estilos de grabados fue arduamente criticada; el grabado en línea era considerado superior y los artistas y suscriptores sintieron aversión por esta mezcla con métodos de grabado de menor calidad. Asimismo, los grabadores de Boydell se retrasaron con su agenda, aplazando todo el proyecto. Por esta razón, mientras la empresa de Boydell comenzaba a fracasar, Boydell se vio obligado a contratar artistas de menor rango para concluir con los volúmenes, como Hamilton y Smirke, quienes realizaron trabajos de menor coste. Los historiadores de arte moderno coinciden generalmente en que la calidad de los grabados, particularmente en el folio, es inferior. Además, la participación de distintos artistas y grabadores causó una carencia de cohesión estilística en la obra.
A pesar de que la empresa Boydell logró tener 1.384 suscriptores, la tasa de suscripción disminuyó, y la permanencia de las suscripciones restantes estaba altamente en duda. Al igual que muchos negocios de la época, la firma Boydell mantuvo muy pocos registros. Únicamente los clientes sabían lo que habían comprado. Esto ocasionó numerosas dificultades con deudores quienes reclamaban que ellos no se habían suscrito, o que se habían suscrito por menos. Muchos suscriptores también omitieron pagar, y Josiah Boydell pasó varios años después de la muerte de John intentando forzarles a cancelar sus deudas. 
Los Boydell enfocaron toda su atención en la edición de Shakespeare y en otros grandes proyectos como La historia del río Támesis (en inglés The history of the River Thames) y las Obras completas de John Milton (en inglés The Complete Works of John Milton), al contrario de iniciativas menores, que eran más rentables. Cuando la empresa Shakespeare y el libro de Támesis fallaron, la firma no tenía capital para continuar con sus negocios. A principios de 1789, con el comienzo de la Revolución francesa, el negocio de exportación de John Boydell a Europa fue aminorado. A mediados de los años 1790s y a inicios del 1800, dos tercios de sus negocios, que dependían de las operaciones de exportación, estaban en seria dificultad financiera.
John Boydell decidió apelar al parlamento con el fin de obtener un proyecto de ley privado que le autorizase a realizar una lotería que le permitiese disponer de todo lo que pertenecía a la empresa. Boydell murió antes de que se llevase a cabo la rifa, pero vivió lo suficiente como para ver que cada uno de los 22 000 boletos fueron comprados unitariamente por tres guineas. La lotería tuvo lugar el 28 de enero de 1805: hubo 64 boletos ganadores, siendo el premio más grande la galería y su colección de pinturas. El ganador del premio mayor fue William Tassie, un grabador y diseñador de piedras preciosas, proveniente de la localidad de “Leicester Fields” (hoy en día Leicester Square). Josiah Boydell ofreció a Tassie comprarle la galería con las pinturas por 10 000 libras esterlinas pero este rehusó la oferta y prefirió subastar las pinturas en la casa de subastas Christie's. La colección de pinturas y dos relieves de la escultora Anne Damer se vendieron por 6 181 186 libras esterlinas. La obra escultórica de la fachada de la galería, que era del autor Thomas Bank, inicialmente iba a mantenerse como monumento de la tumba de Boydell. Sin embargo, la escultura permaneció en la fachada del edificio, que se convirtió en la Institución Británica de Artes de la Reina (más conocido como British Institution), hasta que esta edificación fue derribada en 1868-69. La escultura de Banks fue trasladada a Stratford-upon-Avon y erigida en New Place (última residencia de Shakespeare), entre los meses de junio y enero de 1870. La lotería salvó a Josiah de la bancarrota debido a que ganó 45 000 libras, que le permitieron comenzar nuevamente un negocio de imprenta.

## Legado

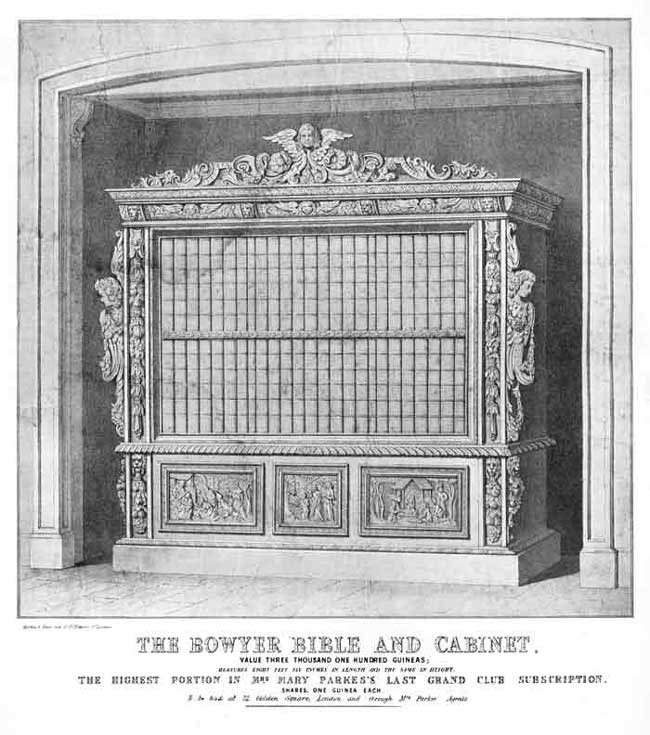
Ambos, Robert Bowyer y Thomas Macklin se embarcaron en ediciones ilustrativas de la Biblia que finalmente fueron agrupadas en lo que se denominaría La Biblia Bowyer (en inglés Bowyer’s Bible).

Desde el principio, el proyecto Boydell inspiró a varios imitadores. En abril de 1788, después del anuncio de la creación de la Galería Boydell Shakespeare, pero un año antes de su apertura, Thomas Macklin abrió una galería de poetas en el antiguo edificio del Royal Academy, al sur de Pall Mall. La primera exhibición presentó la obra de diecinueve artistas diferentes, incluyendo a Füssli, Reynolds, y Thomas Gainsborough. La galería añadía nuevas pinturas cada año de temas provenientes de la poesía, y en el año 1790 estos temas fueron suplementados con escenas bíblicas. La Galería de los Poetas (en inglés The Gallery of the Poets) cerró en 1797, y todo su contenido fue ofrecido en una lotería. Sin embargo, esto no detuvo a que Johann Heinrich Füssli abriera una galería dedicada a John Milton en el mismo edificio, en 1799. Otra iniciativa empresarial similar fue la Galería Histórica (en inglés Historic Gallery) inaugurada por Robert Bowyer en la Casa Schomberg ubicada en la calle 87 Pall Mall, aproximadamente en 1973. Esta galería acumuló 60 pinturas (muchas de estas ejecutadas por los mismos artistas que trabajaron para Boydell) que fueron comisionados para ilustrar la nueva edición de David Hume, titulada La historia de Gran Bretaña (en inglés The History of Great Britain). Finalmente, Robert Bowyer tuvo que pedir un permiso al parlamento para la venta de su galería en una lotería en el año de 1805, debido a que al igual que la empresa Boydell, esta también fue un fracaso financiero.
Las pinturas y los grabados que formaron parte de la galería de Boydell afectaron el modo en que las obras teatrales, se ilustrasen, actuasen y pusiesen en escena durante el siglo XIX. También se convirtieron en objeto de crítica importantes obras como Lecciones de Shakespeare (En inglés Lectures on Shakespeare) perteneciente al poeta romántico y ensayista Samuel Taylor Coleridge, igualmente que en la crítica dramática de William Hazlitt. A pesar de criticar las producciones teatrales de la galería, Charles Lamb conjuntamente con su esposa, Mary Lamb, utilizó las mismas láminas ilustrativas del proyecto Boydell para ilustrar su libro de niños, Cuentos basados en el teatro de Shakespeare (en inglés Tales from Shakespeare, 1807).
El legado más perdurable de la empresa consistió en el folio, el cual se publicó nuevamente a lo largo del siglo XIX, y en 1867, «con la ayuda de la fotografía toda las series de grabados, a excepción de los retratos de sus majestades Jorge III y la reina Carlota, fue presentado en nuevo formato más práctico e idóneo para bibliotecas ordinarias o salones, y ofrecido como conmemorativo para celebrar el tricentenario del nacimiento de Shakespeare». Los académicos han descrito al folio Boydell como el precursor del moderno coffee table book.

## Lista de obras de arte
Las listas del Folio y la Edición Ilustrada fueron tomadas del libro de Winifred Friedman, titulado Boydell’s Shakespeare Gallery. 

### Esculturas
- Shakespeare atendido por la musa de la pintura y la poesía por Thomas Banks (ubicada originalmente en la fachada de la galería).
- Coriolano por Anne Seymour Damer (bajorrelieve).
- Antonio y Cleopatra por Anne Seymour Damer (bajorrelieve).

### Folio
| Volumen I - Retrato de Jorge III por William Beechey - El infante Shakespeare por George Romney - La tempestad, Acto I, escena 2 por George Romney - La tempestad, Acto I, escena 2 por Johann Heinrich Füssli - La tempestad, Acto IV, escena 1 por Joseph Wright - La tempestad, Acto V, escena 1 por Francis Wheatley - Los dos hidalgos de Verona, Acto V, escena 3 por Angelica Kauffmann - Las alegres comadres de Windsor, Acto I, escena 1 por Robert Smirke - Las alegres comadres de Windsor, Acto II, escena 1 por William Peters - Las alegres comadres de Windsor, Acto III, escena 3 por Matthew Peters - Las alegres comadres de Windsor, Acto IV, escena 2 por Thomas Durno - Las alegres comadres de Windsor, Acto V, escena 5 por Robert Smirke - Medida por medida, Acto I, escena 1 por Robert Smirke - Medida por medida, Acto V, escena 1 por Thomas Kirk - La comedia de las equivocaciones, Acto V, escena 1 por John Francis Rigaud - Mucho ruido y pocas nueces, Acto III, escena 1 por Matthew Peters - Mucho ruido y pocas nueces, Acto IV, escena 1 por William Hamilton - Mucho ruido y pocas nueces, Acto IV, escena 2 por Robert Smirke - Trabajos de amor perdidos, Acto IV, escena 1 por William Hamilton - El sueño de una noche de verano, Acto II, escena 1 por Johann Heinrich Füssli - El sueño de una noche de verano, Acto IV, escena 1 por Johann Heinrich Füssli - El mercader de Venecia, Acto II, escena 5 por Robert Smirke - El mercader de Venecia, Acto V, escena 1 por William Hodges - Como gustéis, Acto I, escena 2 por John Downman - Como gustéis, Acto II, escena 1 por William Hodges - Como gustéis, Acto IV, escena 3 por Raphael Lamar West - Como gustéis, Acto V, escena 4 por William Hamilton - La fierecilla domada, Introducción, escena 2 por Robert Smirke - La fierecilla domada, Acto III, escena 2 por Francis Wheatley - A buen fin no hay mal tiempo, Acto V, escena 3 por Francis Wheatley - Noche de reyes, Acto III, escena 4 por Johann Heinrich Ramberg - Noche de reyes, Acto V, escena 1 por William Hamilton - El Cuento de Invierno, Acto II, escena 3 por John Opie - El Cuento de Invierno, Acto III, escena 3 por Joseph Wright of Derby - El Cuento de Invierno, Acto IV, escena 3 por Francis Wheatley - El Cuento de Invierno, Acto V, escena 3 por William Hamilton - Macbeth, Acto I, escena 3 por Johann Heinrich Füssli - Macbeth, Acto I, escena 5 por Richard Westall - Macbeth, Acto IV, escena 1 por Joshua Reynolds - Como gustéis, Siete edades, Acto II, escena 7 por Robert Smirke | Volumen II - Retrato de la reina Carlota por William Beechey - El rey Juan, Acto IV, escena 1 por James Northcote - Ricardo II, Acto IV, escena 1 por Mather Browne - Ricardo II, Acto V, escena 2 por James Northcote - Enrique IV, parte 1, Acto II, escena 2 por Robert Smirke y Joseph Farington - Enrique IV, parte 1, Acto II, escena 4 por Robert Smirke - Enrique IV, parte 1, Acto III, escena 1 por Richard Westall - Enrique IV, parte 1, Acto V, escena 4 por John Francis Rigaud - Enrique IV, parte 2, Acto II, escena 4 por Johann Heinrich Füssli - Enrique IV, parte 2, Acto III, escena 2 por Thomas Durno - Enrique IV, parte 2, Acto IV, escena 4 por Josiah Boydell - "El príncipe Enrique tomando la corona" - Enrique IV, parte 2, Acto IV, escena 4 por Josiah Boydell - "La apología del príncipe Enrique" - Enrique V, Acto II, escena 2 por Johann Heinrich Füssli - Enrique VI, parte 1, Acto II, escena 3 por John Opie - Enrique VI, parte 1, Acto II, escena 4 por Josiah Boydell - Enrique VI, parte 1, Acto II, escena 5 por James Northcote - Enrique VI, parte 2, Acto I, escena 4 por John Opie - Enrique VI, parte 2, Acto III, escena 3 por Joshua Reynolds - Enrique VI, parte 3, Acto I, escena 3 por James Northcote - Enrique VI, parte 3, Acto II, escena 5 por Josiah Boydell - Enrique VI, parte 3, Acto IV, escena 5 por William Miller - Enrique VI, parte 3, Acto V, escena 7 por James Northcote - Ricardo III, Acto III, escena 1 por James Northcote - Ricardo III, Acto IV, escena 3 por James Northcote - "El asesinato de los jóvenes príncipes en la torre" - Ricardo III, Acto IV, escena 3 por James Northcote - "Entierro de los niños reales " - Enrique VIII, Acto I, escena 4 por Thomas Stothard - Enrique VIII, Acto III, escena 1 por Matthew Peters - Enrique VIII, Acto IV, escena 2 por Richard Westall - Enrique VIII, Acto V, escena 4 por Matthew Peters - Coriolano, Acto V, escena 3 por Gavin Hamilton - Julio César, Acto IV, escena 3 por Richard Westall - Antonio y Cleopatra, Acto III, escena 9 por Henry Tresham - Timón de Atenas, Acto IV, escena 3 por John Opie - Tito Andrónico, Acto IV, escena 1 por Thomas Kirk - Troilo y Crésida, Acto II, escena 2 por George Romney - Troilo y Crésida, Acto V, escena 2 por Angelica Kauffmann - Cimbelino, Acto I, escena 2 por William Hamilton - Cimbelino, Acto III, escena 4 por John Hoppner - Cimbelino, Acto III, escena 6 por Richard Westall - El rey Lear, Acto I, escena 1 por Johann Heinrich Füssli - El rey Lear en la tormenta de El rey Lear, Acto III, escena 4 por Benjamin West - El rey Lear, Acto V, escena 3 por James Barry - Romeo y Julieta, Acto I, escena 5 por William Miller - Romeo y Julieta, Acto IV, escena 5 por John Opie - Romeo y Julieta, Acto V, escena 3 por James Northcote - Hamlet, Acto I, escena 4 por Johann Heinrich Füssli - Hamlet, Acto IV, escena 5 por Benjamin West - Otelo, Acto II, escena 1 por Thomas Stothard - Un aposento, Desdémona dormida de Otelo, Acto V, escena 2, por John Graham - Desdémona dormida de Otelo, Acto V, escena 2, por Josiah Boydell - Shakespeare atendido por la tragedia y comedia por George Romney |

### Edición ilustrada
| Volumen I La tempestad - Acto I, escena 2 por William Hamilton - Ferdinando y Miranda (Acto III, escena 1) por William Hamilton - Acto II, escena 2 por Robert Smirke Los dos hidalgos de Verona - Acto V, escena 3 por Thomas Stothard Las alegres comadres de Windsor - La señora Page con una carta (Acto II, escena 1) por Matthew Peters - Acto I, escena 1 por Robert Smirke - Acto I, escena 4 por Robert Smirke - Acto IV, escena 1 por Robert Smirke - Acto V, escena 5 por Robert Smirke Medida por medida - Acto II, escena 4 por Robert Smirke - Acto IV, escena 3 por Robert Smirke Volumen II La comedia de las equivocaciones - Acto I, escena 1 por Francis Wheatley - Acto IV, escena 4 por Francis Wheatley Mucho ruido y pocas nueces - Hero, Úrsula y Beatriz (Acto III, escena 1) por Matthew Peters - Borachio, Conrado y vigilantes (Acto III, escena 3) por Francis Wheatley - Acto IV, escena 1 por William Hamilton - Investigación (Acto IV, escena 2) por Robert Smirke - Acto V, escena 4 por Francis Wheatley Trabajos de amor perdidos - Acto IV, escena 2 por Francis Wheatley - Acto V, escena 2 por Francis Wheatley El sueño de una noche de verano - Puck (Acto II, escena 1) por Johann Heinrich Füssli - Puck (Acto II, escena 2) por Joshua Reynolds Volumen III El mercader de Venecia - Acto III, escena 2 por Richard Westall - Acto III, escena 3 por Richard Westall Como gustéis - Carlos y el ciervo herido (Acto II, escena 1) por William Hodges - Acto II, escena 6 por Robert Smirke - Acto IV, escena 3 por Robert Smirke - Acto V, escena 4 por William Hamilton La fierecilla domada - Acto IV, escena 1 por Julius Caesar Ibbetson - Acto IV, escena 5 por Julius Caesar Ibbetson A buen fin no hay mal tiempo - Acto I, escena 3 por Francis Wheatley - Acto II, escena 3 por Francis Wheatley | Volumen IV Noche de reyes - Olivia, Viola y María (Acto I, escena 5) por William Hamilton - Sir Toby, Sir Andrew y María (Acto II, escena 3) por William Hamilton - Acto IV, escena 3 por William Hamilton El cuento de invierno - Leontes y Hermiona (Acto II, escena 1) por William Hamilton - Paulina, el niño, Leontes, y Antígono (Acto II, escena 3) por William Hamilton - El pastor (Acto IV, escena 3) por William Hamilton Macbeth - Acto I, escena 3 por Richard Westall - Acto III, escena 4 por Richard Westall - Acto V, escena 1 por Richard Westall El rey Juan - Acto IV, escena 3 por Robert Ker Porter - Acto III, escena 4 por Richard Westall Volumen V Ricardo II - Acto III, escena 2 por William Hamilton - Acto V, escena 2 por William Hamilton Enrique IV Primera parte - Acto II, escena 1 por Robert Smirke - Acto II, escena 3 por Robert Smirke - Acto V, escena 4 por Robert Smirke Enrique IV Segunda parte - Acto IV, escena 4 por Robert Smirke - Acto V, escena 5 por Robert Smirke Enrique V - Acto III, escena 3 por Richard Westall Volumen VI Enrique VI Primera parte - Acto II, escena 4 por Josiah Boydell - Acto II, escena 5 por William Hamilton - Muerte de Mortimer (Acto II, escena 5) por James Northcote - Juana de Arco y las furias (Acto V, escena 4) por William Hamilton Enrique VI Segunda parte - Acto II, escena 2 por William Hamilton - Acto III, escena 2 por William Hamilton - Muerte del Cardenal Beaufort (Acto III, escena 3) por Joshua Reynolds Enrique VI Tercera parte - Acto III, escena 2 por William Hamilton - Acto V, escena 5 por William Hamilton Ricardo III - Visita a los jóvenes príncipes (Acto III, escena 1) por James Northcote - Acto III, escena 4 por Richard Westall - El asesinato de los jóvenes príncipes (Acto IV, escena 3) por James Northcote | Volumen VII Enrique VIII - Acto I, escena 4 por Thomas Stothard - Wolsey Deshonrado (Acto III, escena 2) por Richard Westall - Acto IV, escena 2 por Richard Westall - Acto V, escena 1 por Richard Westall Coriolano - Acto I, escena 3 por Robert Ker Porter - Acto IV, escena 5 por Robert Ker Porter Julio César - Acto III, escena 1 por Richard Westall - Acto V, escena 5 por Richard Westall Antonio y Cleopatra - Acto IV, escena 4 por Henry Tresham - Muerte de Cleopatra (Acto V, escena 2) por Henry Tresham Volumen VIII Timón de Atenas - Acto I, escena 2 por Henry Howard - Acto IV, escena 1 por Henry Howard Tito Andrónico - Acto II, escena 3 por Samuel Woodforde - Acto IV, escena 1 por Thomas Kirk - Acto IV, escena 2 por Thomas Kirk Troilo y Crésida - Acto I, escena 2 por Thomas Kirk - Acto V, escena 3 por Thomas Kirk Cimbelino - Acto II, escena 2 por Richard Westall - Acto II, escena 4 por Richard Westall - Acto III, escena 6 por Richard Westall Volumen IX El rey Lear - Acto I, escena 1 por Robert Smirke - Acto III, escena 4 por Robert Smirke - Acto IV, escena 7 por Robert Smirke Romeo y Julieta - Acto I, escena 5 por William Miller - Acto II, escena 5 por Robert Smirke - Acto III, escena 5 por John Francis Rigaud - Los Capuleto encuentran a Julieta muerta (Acto IV, escena 5) por John Opie - Acto V, escena 3 por James Northcote Hamlet - Acto III, escena 4 por Richard Westall - Acto IV, escena 7 por Richard Westall Otelo - Acto IV, escena 2 por Robert Ker Porter - Desdémona dormida (Acto V, escena 2) por Josiah Boydell |